# AS Kabasha
El AS Kabasha es un equipo de fútbol de Congo-Kinshasa que juega en la Liga de la Provincia de Kivu, una de las ligas que componen el segundo nivel de fútbol en el país.

## Historia
Fue fundado en la ciudad de Goma con el nombre AS Vita Kabasha por razones de patrocinio, hasta que en el 2006 cambiaron su nombre por el que tienen actualmente. Es uno de los dos equipos de la región de Kivu en jugar en la Linafoot, la máxima categoría del fútbol en la República Democrática del Congo, aunque no juegan en la máxima categoría desde la temporada 2010.
Su principal logro ha sido ganar la Copa de Congo en el año 2005 luego de vencer contra todos los pronósticos al SC Cilu 2-1 en la final, siendo su título más importante actualmente.
A nivel internacional han participado en un torneo continental, la Copa Confederación de la CAF 2006, en la cual fueron eliminados en la ronda preliminar por el Sogéa FC de Gabón.

## Palmarés
- Copa de Congo: 1

2005

## Participación en competiciones de la CAF
| Temporada | Torneo                       | Ronda      | Club     | Casa | Visita | Global |
| --------- | ---------------------------- | ---------- | -------- | ---- | ------ | ------ |
| 2006      | Copa Confederación de la CAF | Preliminar | Sogéa FC | 0-0  | 0-2    | 0-2    |